# Runa
Runa（るな、ルナ、2007年7月28日 - ）は、日本のプロゲーマー、ストリーマー、YouTuber。YouTubeやTwitchにて、『フォートナイト』に関するプレイ動画の投稿や配信をしている。

## 来歴
2020年8月、eスポーツチーム「Mirage eSports」へ加入し、本格的な活動をはじめた。同年9月に同チームを脱退したのち、同年12月ごろからはYouTubeをはじめとしたプラットフォームで、『フォートナイト』の大会やキル集などの動画投稿やプレイ動画の配信をはじめた。その後「A2 Esports」や「ASF」、「Crazy Raccoon」のチームを転々とし、2025年4月からはフリーで活動している。

## 大会成績

### 世界大会
- 2021年11月21日：Fortnite Champion Series Grand Royale 2021 - 3位（with raru, yusea）[9]
- 2022年3月7日：Fortnite Champion Series Chapter 3 Season 1 Asia - 優勝（with Crazy Raccoon ぺぽ）[10][1]
- 2022年5月29日：Fortnite Champion Series Chapter 3 Season 2 Asia - 優勝（with Crazy Raccoon ぺぽ）[11]
- 2022年11月14日：Fortnite Champion Series Invitational 2022 - 34位（with Crazy Raccoon ぺぽ）[12]